# 지라치
| 번호: 385 | 타입: 강철 / 에스퍼 | 진화전: 없음 | 진화후: 없음 |

지라치(Jirachi,일본어: ジラーチ 지라치[*])는 포켓몬스터 시리즈에 등장하는 가공의 캐릭터(몬스터)이다.

## 특징
칠석의 별을 모티브로 하며, 머리에 칠석 때 가지에 걸치는 단책 같은게 걸려있다. 1000년 중 7일 동안만 깨어나 모든 소원을 이루어주는 능력을 발휘한다고 한다.

## 게임에서의 지라치
통상으로는 손에 넣을 수 없는 포켓몬으로, 일본에서는 극장판 《아름다운 소원의 별 지라치》의 특별 예매권에 부속된 지라치 교환권으로 손에 넣을 수 있었다. 또, 북미판 《포켓몬 콜로세움》예약 특전 디스크로도 입수할 수 있다. 또한 《포켓몬스터 베스트위시》시즌2 데코로라 어드벤쳐에서 특별기획으로 지라치를 배포하였다. (한국에서도 배포함)
하늘로부터 쏟아지는 대량의 빛을 상대에게 조사하며 공격하는 「파멸의소원」이라는 전용기술이 있다. 미래예지와 비슷한 공격이다.
《대난투 스매시브라더스 X》에서는 몬스터 볼에서 1/491의 확률로 출현하여, 대량의 씰을 뿌리고 간다.
포켓몬GO에서도 등장하여 '깊은 잠이든 포켓몬을 깨워라!'를 클리어하면 1마리 얻을 수 있다.

## 애니메이션에서의 지라치
《포켓몬스터 AG》의 3기 오프닝에 잠깐 등장한다.
《포켓몬스터 베스트위시》시즌2 48화 (데코로라 어드벤쳐 10화)에서 극장판과는 다른 개체의 지라치가 등장한다. 처음에는 사람과 포켓몬을 무서워했으나 피카츄와 터검니가 용기를 내라고 말하며 같이 놀아주며, 나중에는 자신이 잠들고 있던 산에 살고 있던 '홀리'라는 소녀의 소원을 들어주고 다시 잠에 든다.

## 그 외에서의 지라치
- 극장판 《아름다운 소원의 별 지라치》에 등장.

- 만화 《포켓몬스터 스페셜》에서 가일과 에메랄드, 에니시다의 소원을 들어주고 다시 1000년의 잠에 빠진다.

## 같이 보기
- 포켓몬스터
- 포켓몬의 목록